# Clínica Las Condes
Clínica Las Condes es un establecimiento de salud privado chileno. Está ubicada en el sector oriente de Santiago de Chile, con 3 sedes: la Sede Central Estoril, Chicureo y Peñalolén.

## Historia
En 1978, los doctores Mauricio Wainer Norman y Alejandro Larach Nazrala reunieron un grupo de médicos académicos para desarrollar la creación de un nuevo hospital. En junio de 1979 se constituye Clínica Las Condes S.A.. En 1981 se inició la construcción, bajo diseño de una firma americana especializada. La inauguración e inicio de actividades se alcanza el 27 de diciembre de 1982.
Es una clínica certificada por Instituciones Internacionales que lo avalan. Fue la primera clínica chilena en ser acreditada por la Joint Commission International, acreditación que fue retirada en 2022.

## Organización societaria
Clínica Las Condes S.A. (Clínica Las Condes) es una sociedad, constituida en 1979, que junto a sus filiales cubre prácticamente la totalidad de las especialidades médicas, desarrollando actividades tanto de tipo hospitalario como ambulatorio. Las sociedades filiales del emisor lo conforman:
- Diagnósticos por Imágenes Ltda. (49,19%)
- Servicios de Salud Integrados S.A. (99,90%)
- Prestaciones Médicas Las Condes S.A. (97,00%)
- Inmobiliaria CLC S.A. (99,99%)
- Seguros CLC S.A. (99,00%)

## Sedes
Actualmente cuenta con cinco sedes, todas ellas situadas en la Región Metropolitana:
- Sede Central: Ubicada en Estoril 450 (Las Condes) es el principal complejo de la sociedad, ofreciendo 24 especialidades.[7]
- Chicureo: Se ubica en la Avenida Chicureo, sector de Piedra Roja (comuna de Colina).[8] Ofrece unas 13 especialidaes, y tiene un helipuerto para comunicarse con la sede central en caso de necesidad.
- Valle Nevado: Se ubica en el centro de esquí de Valle Nevado y en la curva 17, tiene un helipuerto para comunicarse con la sede central en caso de necesidad.[9]
- La Parva: El Centro Traumatológico CLC La Parva se ubica en el centro de esquí de La Parva. Tiene un helipuerto para comunicarse con la sede central en caso de necesidad.[10]
- Peñalolén: Ubicado en la comuna de Peñalolén, específicamente en la calle Los Presidentes. Cuenta con servicios ambulatorios como consultas médicas, imagenología y toma de muestras.[11]